# Mariya Guschina
Mariya Guschina, née le 19 juin 1984, est une fondeuse russe active depuis 2007. 

## Biographie
Aux Championnats du monde 2013, elle obtient la médaille de bronze au sein du relais russe en compagnie de Alija Iksanova, Julia Ivanova et Yulia Tchekaleva. Elle avait gagné en 2012 le titre de championne du monde des moins de 23 ans au 10 km classique à Erzurum.

## Palmarès

### Championnats du monde
| Épreuve / Édition    | Val di Fiemme 2013 |
| 10 km libre          | 24e                |
| skiathlon 2 × 7,5 km | 13e                |
| relais 4 × 5 km      | Bronze             |

### Coupe du monde
- Meilleur classement général : 43e en 2013.
- Meilleur résultat individuel : 11e.

#### Différents classements en Coupe du monde
| Année     | Classement général final | Classement distance |
| 2010-2011 | 117e                     | 85e                 |
| 2011-2012 | 105e                     | 76e                 |
| 2012-2013 | 43e                      | 31e                 |
| 2013-2014 | 110e                     | 83e                 |